# 余清芳 (排球教練)
余清芳（1964年11月4日—），台灣排球教練、前男子排球員，中國文化大學體育學系教授兼排球隊教練，永信杯全國排球錦標賽名人，綽號「青蛙」。就讀士林國中時開始接觸排球，日後代表過大同高工、台北體專、光武工專、中國文化大學排球隊，以及效力大同公司競逐全國中正盃。曾於2013年亞洲東區男子排球錦標賽率領中華台北男子排球代表隊奪冠而聞名，現多半擔任體育評述員。
在2016年高中排球聯賽中，對於決勝圈中因爭議判決造成全勝隊伍遭淘汰一事而頗有微詞。

## 相關人物
- 張恩崇（國立臺灣師範大學排球隊教練）
- 陳克舟（中原大學排球隊教練）